# APH-1
APH-1 (faringe anterior defectuosa 1) es un producto genético proteico identificado originalmente en la vía de señalización de Notch en Caenorhabditis elegans como regulador de la localización de nicastrina en la superficie celular. Desde entonces, los homólogos de APH-1 en otros organismos, incluidos los humanos, han sido identificados como componentes del complejo gamma secretasa junto con la subunidad catalítica presenilina y las subunidades reguladoras nicastrina y PEN-2. El complejo gamma-secretasa es una proteasa multimérica responsable de la proteólisis intramembrana de proteínas transmembrana como la proteína Notch y la proteína precursora de amiloide (APP). La escisión de APP con gammasecretasa es uno de los dos pasos proteolíticos necesarios para generar el péptido conocido como beta amiloide, cuya forma mal plegada está implicada en la causa de la enfermedad de Alzheimer. Todos los componentes del complejo gamma-secretasa sufren una extensa modificación postraduccional, especialmente activación proteolítica; APH-1 y PEN-2 se consideran reguladores del proceso de maduración del componente catalítico presenilina. APH-1 contiene un motivo de interacción de hélice alfa conservado glicina -XXX- glicina (GXXXG) que es esencial tanto para el ensamblaje del complejo gamma secretasa como para la maduración de los componentes.